# Aphelandra diffusa
Aphelandra diffusa är en akantusväxtart som beskrevs av Wasshausen. Aphelandra diffusa ingår i släktet Aphelandra och familjen akantusväxter. Inga underarter finns listade i Catalogue of Life.